# Pan co' santi
Il pan co' santi, pane co' Santi o pane dei Santi è un tipico dolce senese che viene preparato nel periodo della festa di Ognissanti. È la versione senese dei dolci con uvetta e frutta secca tipici di questo periodo dell'anno preparati in tutta Italia, la sua particolarità consiste nello spiccato odore di pepe nero e il (relativamente) basso contenuto in zucchero. Ha ottenuto il riconoscimento di prodotto agroalimentare tradizionale.

## Composizione
Questo dolce consiste in una sorta di pane morbido, con crosta sottilissima croccante o morbida a seconda dei gusti di chi lo prepara. L'impasto, a base di farina di frumento, strutto di maiale e olio, è dolcificato con miele e aromatizzato con pepe nero. Nell'impasto vengono infine amalgamati noci e uvetta rinvenuta nel vinsanto; proprio questi ultimi due ingredienti vengono detti i "santi". Infine la pagnotta viene dorata con il tuorlo d'uovo.
La dolcezza viene regolata secondo i gusti; le fette abbrustolite di una versione molto poco dolce viene servita con gli arrosti.
Il pan co' santi andrebbe accompagnato con un bicchiere di vinsanto o (se meno dolce e più "pepato") con un vino rosso invecchiato. "Il vino d'elezione per accompagnarlo era il Vin Santo nuovo insieme "all'assaggio" del vino dell'ultima vendemmia in prima svinatura ancora aspro e incompleto".

## Variante
Recentemente è comparso sugli scaffali dei supermercati una variante chiamata Pane santo pasquale che, nelle intenzioni dei produttori, vorrebbe essere una nuova interpretazione del classico pane co' Santi, incrociato con la colomba pasquale.